# Gilbert Dionne
Pour les articles homonymes, voir Dionne.
Gilbert Dionne (né le 19 septembre 1970 à Drummondville au Québec) est un joueur professionnel de hockey sur glace. Il a rencontré son épouse alors qu'il jouait pour l'équipe junior des Rangers de Kitchener dans la Ligue de hockey de l'Ontario. Il est le frère du joueur vedette Marcel Dionne.

## Biographie
De 19 ans plus jeune que son frère, Gilbert a accédé à la Ligue nationale de hockey comme ailier gauche après avoir été choisi au cours du repêchage d'entrée dans la LNH 1990 par les Canadiens de Montréal en quatrième ronde (81e choix au total).
Il a gagné la Coupe Stanley avec les Canadiens en 1993. Gilbert a joué 6 saisons dans la Ligue nationale de hockey. En 1992, il a été nommé parmi les meilleurs débutants. Il fut échangé aux Flyers de Philadelphie en 1995. Il a terminé sa carrière dans la LNH avec les Panthers de la Floride en 1996.
Gilbert cumule 140 points en 223 parties dans la LNH et rejoint ensuite la ligue internationale de hockey et les Cyclones de Cincinnati où il a joué quatre saisons.
Il a ensuite passé 2 ans en Europe, avant de revenir au Canada pour s'aligner avec les Hornets de Cambridge de l'association de hockey de l'Ontario pendant trois ans.
Le 2 décembre 2006, son numéro a été retiré par les Cyclones de Cincinnati, avec lesquels il a accumulé 336 points en 313 parties.

## Statistiques
Pour les significations des abréviations, voir Statistiques du hockey sur glace.
| Saison     | Équipe                   | Ligue      |     | Saison régulière | Saison régulière | Saison régulière | Saison régulière | Saison régulière |    | Séries éliminatoires | Séries éliminatoires | Séries éliminatoires | Séries éliminatoires | Séries éliminatoires |
| Saison     | Équipe                   | Ligue      | PJ  | B                | A                | Pts              | Pun              | PJ               | B  | A                    | Pts                  | Pun                  |                      |                      |
| 1988-1989  | Rangers de Kitchener     | LHO        | 66  | 11               | 33               | 44               | 13               | 5                | 1  | 1                    | 2                    | 4                    |                      |                      |
| 1989-1990  | Rangers de Kitchener     | LHO        | 64  | 48               | 57               | 105              | 85               | 17               | 13 | 10                   | 23                   | 22                   |                      |                      |
| 1990-1991  | Canadiens de Fredericton | LAH        | 77  | 40               | 47               | 87               | 62               | 9                | 6  | 5                    | 11                   | 8                    |                      |                      |
| 1990-1991  | Canadiens de Montréal    | LNH        | 2   | 0                | 0                | 0                | 0                | --               | -- | --                   | --                   | --                   |                      |                      |
| 1991-1992  | Canadiens de Fredericton | LAH        | 29  | 19               | 27               | 46               | 20               | --               | -- | --                   | --                   | --                   |                      |                      |
| 1991-1992  | Canadiens de Montréal    | LNH        | 39  | 21               | 13               | 34               | 10               | 11               | 3  | 4                    | 7                    | 10                   |                      |                      |
| 1992-1993  | Canadiens de Fredericton | LAH        | 3   | 4                | 3                | 7                | 0                | --               | -- | --                   | --                   | --                   |                      |                      |
| 1992-1993  | Canadiens de Montréal    | LNH        | 75  | 20               | 28               | 48               | 63               | 20               | 6  | 6                    | 12                   | 20                   |                      |                      |
| 1993-1994  | Canadiens de Montréal    | LNH        | 74  | 19               | 26               | 45               | 31               | 5                | 1  | 2                    | 3                    | 0                    |                      |                      |
| 1994-1995  | Canadiens de Montréal    | LNH        | 6   | 0                | 3                | 3                | 2                | --               | -- | --                   | --                   | --                   |                      |                      |
| 1994-1995  | Flyers de Philadelphie   | LNH        | 20  | 0                | 6                | 6                | 2                | 3                | 0  | 0                    | 0                    | 4                    |                      |                      |
| 1995-1996  | Monarchs de la Caroline  | LAH        | 55  | 43               | 58               | 101              | 29               | --               | -- | --                   | --                   | --                   |                      |                      |
| 1995-1996  | Flyers de Philadelphie   | LNH        | 2   | 0                | 1                | 1                | 0                | --               | -- | --                   | --                   | --                   |                      |                      |
| 1995-1996  | Panthers de la Floride   | LNH        | 5   | 1                | 2                | 3                | 0                | --               | -- | --                   | --                   | --                   |                      |                      |
| 1996-1997  | Monarchs de la Caroline  | LAH        | 72  | 41               | 47               | 88               | 69               | --               | -- | --                   | --                   | --                   |                      |                      |
| 1997-1998  | Cyclones de Cincinnati   | LIH        | 76  | 42               | 57               | 99               | 54               | 9                | 3  | 4                    | 7                    | 28                   |                      |                      |
| 1998-1999  | Cyclones de Cincinnati   | LIH        | 76  | 35               | 53               | 88               | 123              | 3                | 0  | 2                    | 2                    | 6                    |                      |                      |
| 1999-2000  | Cyclones de Cincinnati   | LIH        | 81  | 34               | 49               | 83               | 88               | 11               | 4  | 3                    | 7                    | 8                    |                      |                      |
| 2000-2001  | Cyclones de Cincinnati   | LIH        | 80  | 23               | 43               | 66               | 46               | 5                | 0  | 2                    | 2                    | 0                    |                      |                      |
| 2001-2002  | Krefeld Pinguine         | DEL        | 57  | 15               | 26               | 41               | 26               | 3                | 0  | 1                    | 1                    | 2                    |                      |                      |
| 2002-2003  | Hannover Scorpions       | DEL        | 51  | 17               | 29               | 46               | 55               | --               | -- | --                   | --                   | --                   |                      |                      |
| 2003-2004  | Cambridge Hornets        | OHASr      | 17  | 22               | 20               | 42               | 6                |                  |    |                      |                      |                      |                      |                      |
| 2004-2005  | Cambridge Hornets        | OHASr      | 25  | 16               | 28               | 44               | 4                |                  |    |                      |                      |                      |                      |                      |
| 2005-2006  | Cambridge Hornets        | OHASr      | 17  | 9                | 22               | 31               | 8                |                  |    |                      |                      |                      |                      |                      |
| Totaux LNH | Totaux LNH               | Totaux LNH | 223 | 61               | 79               | 140              | 108              | 39               | 10 | 12                   | 22                   | 34                   |                      |                      |